# 駐智利外交機構列表

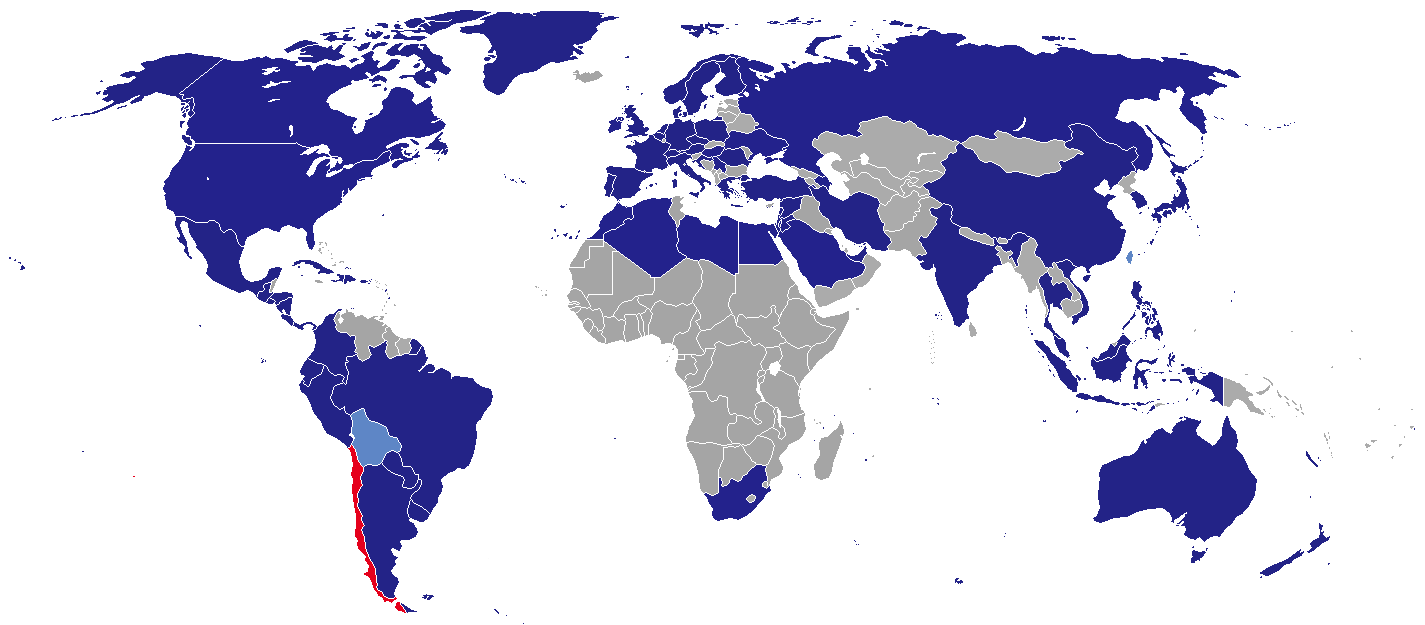
拥有常驻智利的使领馆的国家一览

駐智利外交機構列表列出了各國駐智利的使領館，智利首都圣地亚哥有72座大使館。

## 圣地亚哥的大使馆

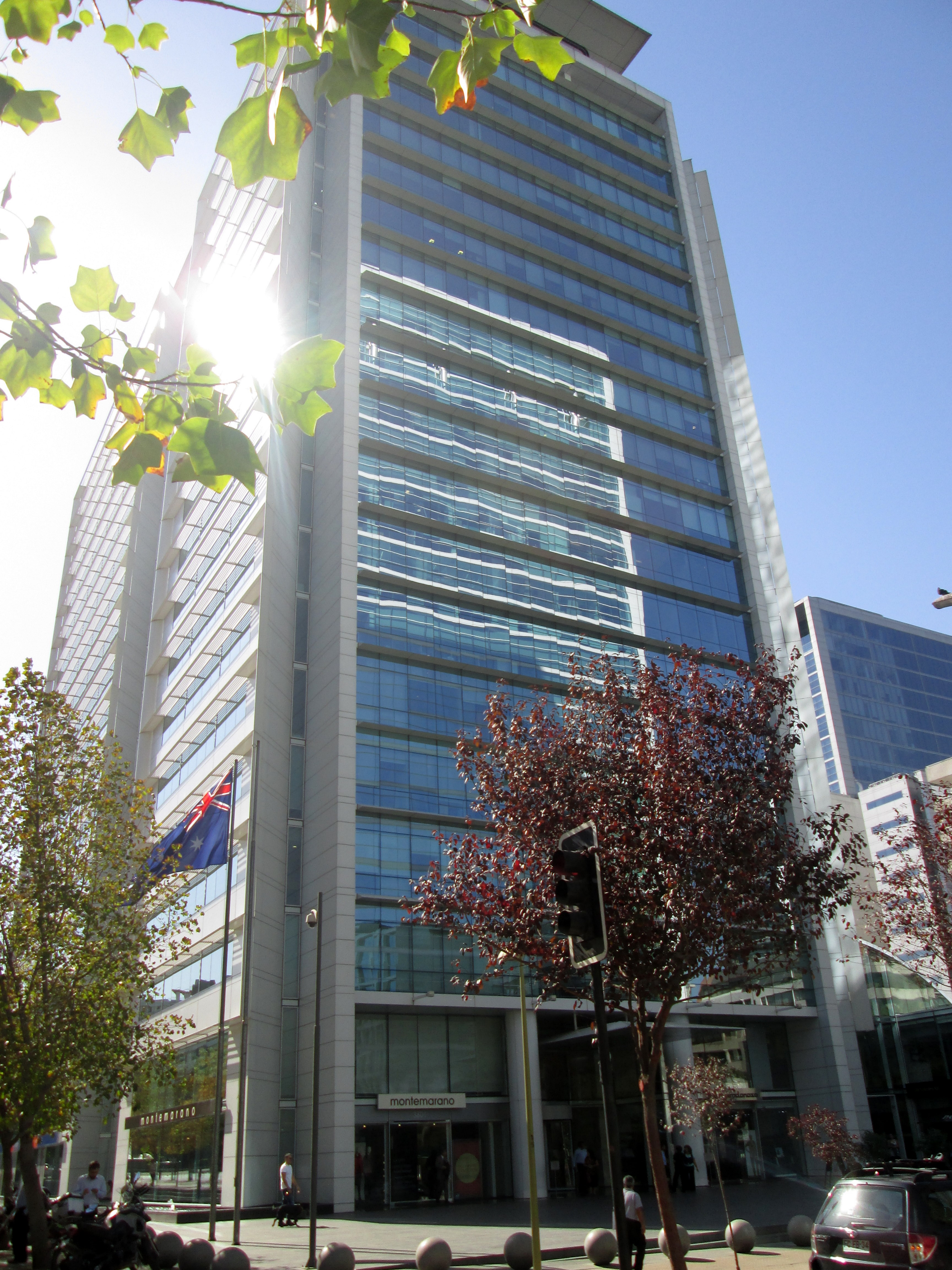
澳大利亚驻智利大使馆

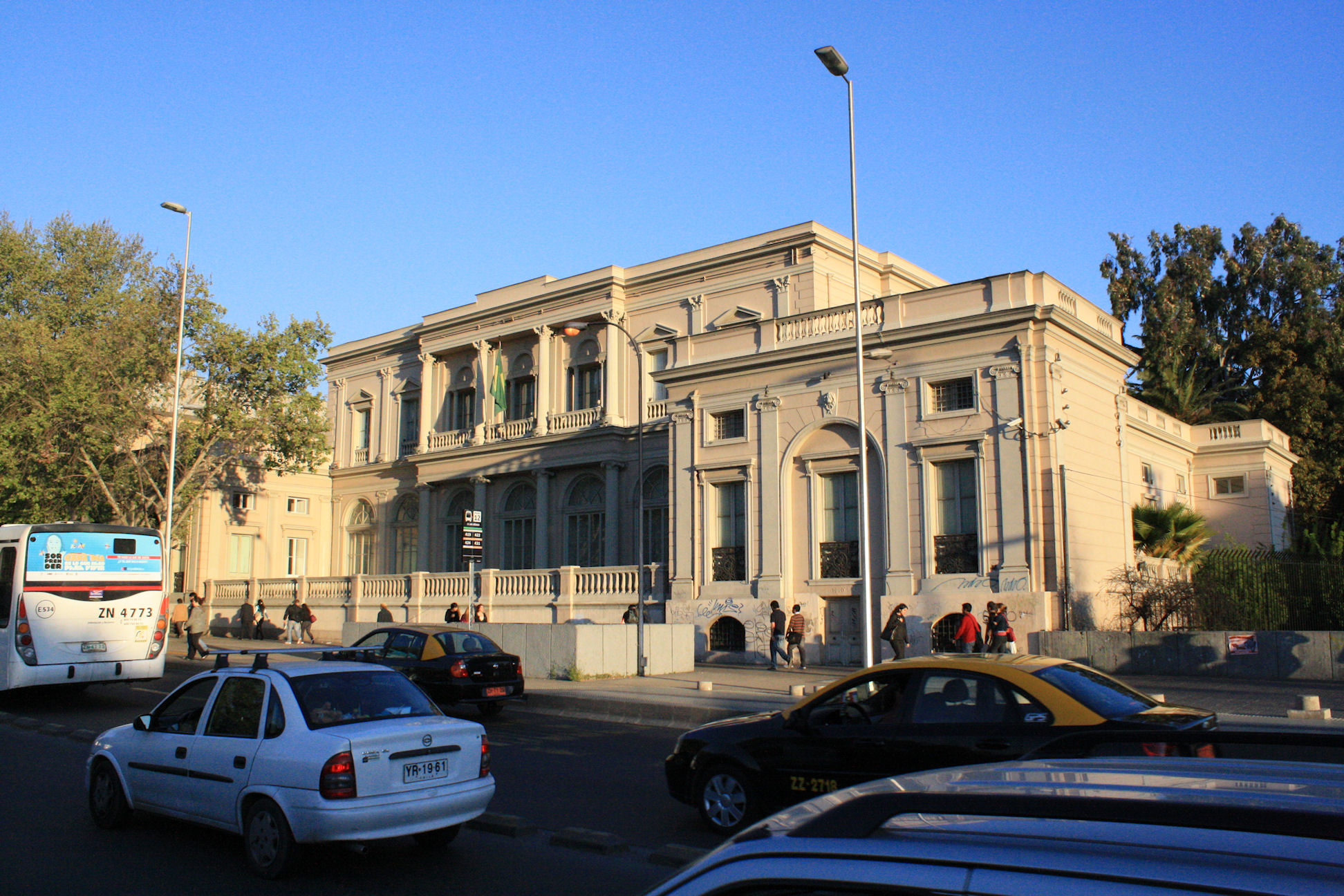
巴西驻智利大使馆

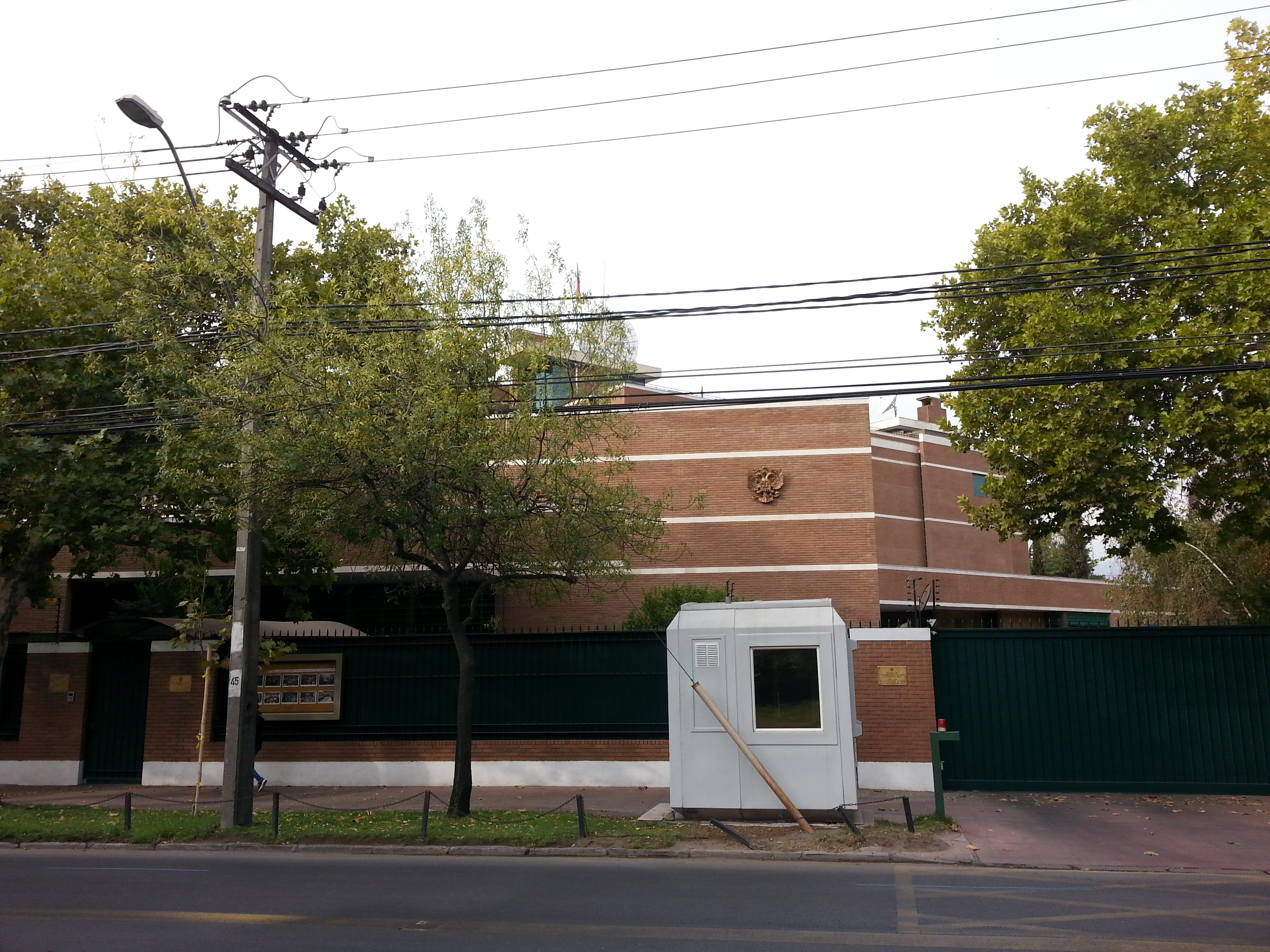
俄罗斯联邦驻智利大使馆

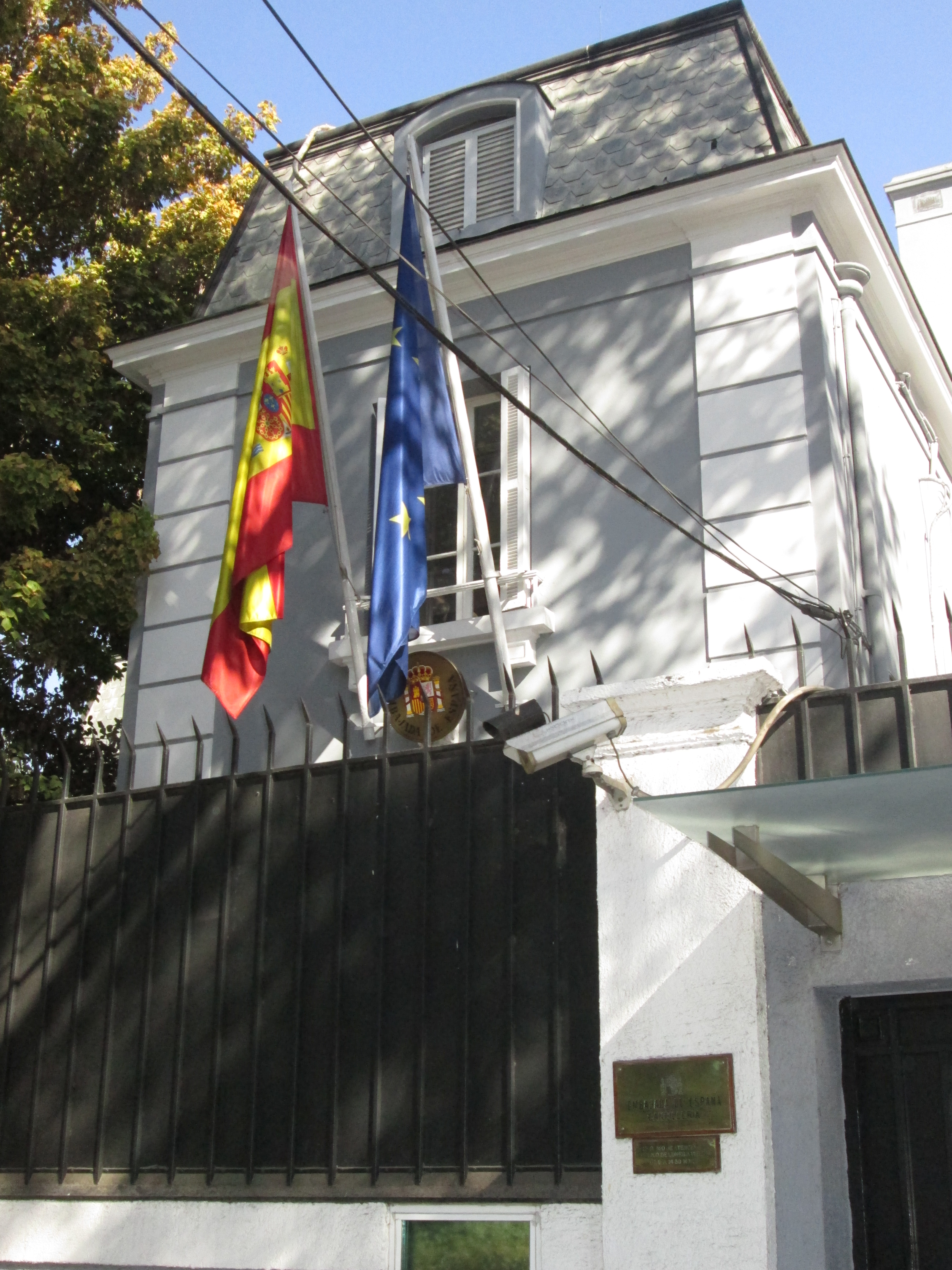
西班牙驻智利大使馆

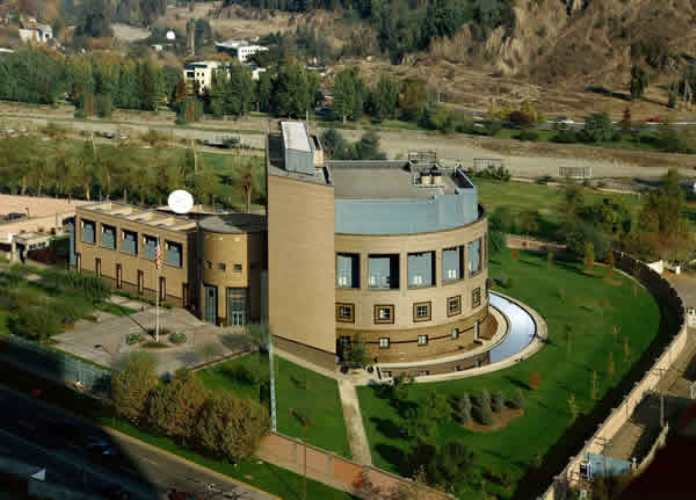
美国驻智利大使馆

| - 阿尔及利亚 - 阿根廷 - 奥地利 - 比利时 - 巴西 - 加拿大 - 中國 - 哥伦比亚 - 古巴 - 捷克 - 丹麦 - 埃及 - 薩爾瓦多 - 芬兰 - 法國 - 德国 - 希腊 | - 海地 - 聖座 - 匈牙利 - 印度 - 印度尼西亞 - 伊朗 - 伊拉克 - 愛爾蘭 - 以色列 - 義大利 - 日本 - 约旦 - 科威特 - 黎巴嫩 - 利比亞 - 马来西亚 - 墨西哥 - 摩洛哥 - 荷蘭 - 新西兰 - 尼加拉瓜 - 挪威 - 巴勒斯坦 | - 巴拿马 - 巴拉圭 - 秘魯 - 菲律賓 - 波蘭 - 葡萄牙 - 羅馬尼亞 - 俄羅斯 - 沙烏地阿拉伯 - 南非 - 馬爾他騎士團 - 西班牙 - 瑞典 - 瑞士 - 叙利亚 - 泰國 - 土耳其 - 阿联酋 - 英国 - 美国 - 乌拉圭 - 委內瑞拉 - 越南 |

## 其他驻圣地亚哥的外交机构或准外交机构
- 玻利维亚 (总领事馆)
- 欧洲联盟 (总代表团)
- 中華民國（臺灣）（駐智利臺北經濟文化辦事處）[1][2]

## 总领事馆

### 安托法加斯塔
- 阿根廷 （领事馆）
- 玻利维亚 （领事馆）
- 哥伦比亚

### 阿里卡
- 玻利维亚
- 秘魯

### 卡拉马
- 玻利维亚（领事馆）

### 康塞普西翁
- 阿根廷（领事馆）

### 伊基克
- 玻利维亚（领事馆）
- 巴拉圭（领事馆）
- 秘魯

### 蓬塔阿雷纳斯
- 阿根廷

### 蒙特港
- 阿根廷（领事馆）

### 瓦尔帕莱索
- 阿根廷
- 巴拿马
- 秘魯